# 蓮娜·蘿薇
蓮娜蘿薇（Lina Romay，1954年6月23日—2012年2月15日）本名Rosa Maria Almirall，生於巴塞隆納。西班牙籍女演員，經常於她丈夫傑斯佛朗哥的B級電影中演出。

## 電影生涯
蓮娜與傑斯在1970年代初期的合作中認識，其後演出接近一百齣電影作品中演出，大部分是傑斯執導的。其中廣為人知的有Female Vampire、《纳粹女魔头之病房狂魔》、開膛手傑克與Barbed Wire Dolls。
1980年代，蓮娜更於一些純色情電影中演出。直至現今，她仍不時有裸露與性愛的大膽演出，例如1998年的Lust for Frankenstein與Vampire Junction（2001年）。

## 電影作品（節錄）
- Snakewoman（2005）
- Blind Target（2003）
- Incubus（2002）
- Helter Skelter（2001）
- Lust for Frankenstein（2001）
- Vampire Blues（2001）
- Vampire Junction（2001）
- Dr. Wong's Virtual Hell（1999）
- Broken Dolls（1999）
- Eight Legs To Love You（1998）
- Mari-Cookie and the Killer Tarantula（1998）
- Tender Flesh（1997）
- Shatter Dead（英语：Shatter Dead）（1994）
- Euro Trash Triple Feature（1988）
- 花容劫（1988）
- The Treasure of the White Goddess（1983）
- Revenge in the House of Usher（1982）
- Mansion Of The Living Dead（1982）
- Macumba Sexual（1981）
- Mondo Cannibale（英语：Mondo Cannibale）（1981）
- Cannibals（1980）
- Greta The Mad Butcher（1977）
- Jack the Ripper（1976）
- Doriana Grey（1976）
- Night of the Skull（1976）
- Women Behind Bars（1975）
- Caged Women（1975）
- Barbed Wire Dolls（英语：Barbed Wire Dolls）（1975）
- Exorcism（1975）
- The Bare Breasted Countess / aka Female Vampire（英语：Female Vampire）（1973）
- Daughter of Dracula（1972）
- The Erotic Adventures of Robinson Crusoe（1972）

## 外部連結
- Lina Romay在互联网电影资料库（IMDb）上的資料（英文）